# Lijst van civil parishes in West Yorkshire
Onderstaande lijst bevat alle civil parishes in het Engelse ceremoniële graafschap West Yorkshire.
1. Aberford
2. Ackworth
3. Addingham
4. Allerton Bywater
5. Alwoodley
6. Arthington
7. Austhorpe
8. Badsworth
9. Baildon
10. Bardsey cum Rigton
11. Barwick in Elmet and Scholes
12. Blackshaw
13. Boston Spa
14. Bramham cum Oglethorpe
15. Bramhope
16. Burley
17. Carlton
18. Chevet
19. Clayton
20. Clifford
21. Collingham
22. Crigglestone
23. Crofton
24. Cullingworth
25. Darrington
26. Denby Dale
27. Denholme
28. Drighlington
29. East Hardwick
30. East Keswick
31. Erringden
32. Featherstone
33. Gildersome
34. Great and Little Preston
35. Harden
36. Harewood
37. Havercroft with Cold Hiendley
38. Haworth, Cross Roads and Stanbury
39. Hebden Royd
40. Hemsworth
41. Heptonstall
42. Hessle and Hill Top
43. Holme Valley
44. Horsforth
45. Huntwick with Foulby and Nostell
46. Ilkley
47. Keighley
48. Kippax
49. Kirkburton
50. Ledsham
51. Ledston
52. Lotherton cum Aberford
53. Meltham
54. Menston
55. Micklefield
56. Mirfield
57. Morley
58. Newland with Woodhouse Moor
59. Normanton
60. North Elmsall
61. Notton
62. Otley
63. Oxenhope
64. Parlington
65. Pool
66. Ripponden
67. Ryhill
68. Sandy Lane
69. Scarcroft
70. Shadwell
71. Sharlston
72. Silsden
73. Sitlington
74. South Elmsall
75. South Hiendley
76. South Kirkby and Moorthorpe
77. Steeton with Eastburn
78. Sturton Grange
79. Swillington
80. Thorner
81. Thorp Arch
82. Thorpe Audlin
83. Todmorden
84. Upton
85. Wadsworth
86. Walton (Leeds)
87. Walton (Wakefield)
88. Warmfield cum Heath
89. West Bretton
90. West Hardwick
91. Wetherby
92. Wilsden
93. Wintersett
94. Woolley
95. Wothersome
96. Wrose

Aberford · 
Ackworth · 
Addingham · 
Allerton Bywater · 
Alwoodley · 
Arthington · 
Austhorpe · 
Badsworth · 
Baildon · 
Bardsey cum Rigton · 
Barwick in Elmet and Scholes · 
Blackshaw · 
Boston Spa · 
Bramham cum Oglethorpe · 
Bramhope · 
Burley-in-Wharfedale · 
Carlton · 
Chevet · 
Clayton · 
Clifford · 
Collingham · 
Crigglestone · 
Crofton · 
Cullingworth · 
Darrington · 
Denby Dale · 
Denholme · 
Drighlington · 
East Hardwick · 
East Keswick · 
Erringden · 
Featherstone · 
Gildersome · 
Great and Little Preston · 
Harden · 
Harewood · 
Havercroft with Cold Hiendley · 
Haworth, Cross Roads and Stanbury · 
Hebden Royd · 
Hemsworth · 
Heptonstall · 
Hessle and Hill Top · 
Holme Valley · 
Horsforth · 
Huntwick with Foulby and Nostell · 
Ilkley · 
Keighley · 
Kippax · 
Kirkburton · 
Ledsham · 
Ledston · 
Lotherton cum Aberford · 
Meltham · 
Menston · 
Micklefield · 
Mirfield · 
Morley · 
Newland with Woodhouse Moor · 
Normanton · 
North Elmsall · 
Notton · 
Otley · 
Oxenhope · 
Parlington · 
Pool · 
Ripponden · 
Ryhill · 
Sandy Lane · 
Scarcroft · 
Shadwell · 
Sharlston · 
Silsden · 
Sitlington · 
South Elmsall · 
South Hiendley · 
South Kirkby and Moorthorpe · 
Steeton with Eastburn · 
Sturton Grange · 
Swillington · 
Thorner · 
Thorp Arch · 
Thorpe Audlin · 
Todmorden · 
Upton · 
Wadsworth · 
Walton (Leeds) · 
Walton (Wakefield) · 
Warmfield cum Heath · 
West Bretton · 
West Hardwick · 
Wetherby · 
Wilsden · 
Wintersett · 
Woolley · 
Wothersome · 
Wrose